# Valerio Aspromonte
Valerio Aspromonte (Róma, 1987. március 16. –) olimpiai, világ- és Európa-bajnok olasz tőrvívó.